# Nevel'skij rajon (Oblast' di Sachalin)
Il Nevel'skij rajon (in russo Невельский городской округ?) è un rajon dell'Oblast' di Sachalin, nell'Estremo oriente russo. Istituito il 15 giugno 1946, ha come capoluogo Nevel'sk, ricopre una superficie di 1.445,4 km2 ed ospitava nel 2010 una popolazione di circa 7.000 abitanti.